# Jed Drew
Jed Francis Drew (* 29. August 2003 in Canberra) ist ein australischer Fußballspieler.

## Karriere

### Verein
Drew begann seine Karriere beim Macarthur FC. Im März 2022 stand er erstmals im Profikader von Macarthur, kam in der Saison 2021/22 aber noch nicht zum Einsatz. Im Juli 2022 gab er im Cup sein Profidebüt. Drews Debüt in der A-League wiederum folgte im Oktober 2022 gegen Adelaide United. In der Saison 2022/23 kam der Angreifer zu 22 Einsätzen, in denen er zwei Tore erzielte. In der Saison 2023/24 absolvierte er 25 Spiele in Australiens Oberhaus und traf dabei zweimal.
Nach 13 Einsätzen in der Saison 2024/25, in denen er sechsmal traf, wechselte Drew im Februar 2025 zum österreichischen Bundesligisten TSV Hartberg, bei dem er einen bis 2028 laufenden Vertrag erhielt.

### Nationalmannschaft
Drew nahm 2023 mit der australischen U-20-Auswahl an der Asienmeisterschaft teil. Drew kam in allen vier Partien seines Landes zum Zug, das im Viertelfinale ausschied.